# Sustitución de peligros
La Sustitución de Peligrosse trata de una medida preventiva de los riesgos en el entorno laboral, mediante el uso de agentes químicos u otro proceso, como la substitución de materiales, para eliminar un riesgo determinado actuando en el origen.
Hasta este momento, no se encuentra dentro de la Reglamentación Laboral Española un apartado especifico referente a la sustitución de agentes químicos peligrosos. Sin embargo, en el Real Decreto 374/2001 sobre la prevención de riesgos derivados de los agentes químicos en el trabajo y la normativa de referencia al respecto. Dentro de este, se establece la eliminación del riesgo en origen como medida preventiva prioritaria.